# Jesús Cabezón Alonso
Jesús Cabezón Alonso (Palència (Castella i Lleó), 9 de març de 1946) és un polític socialista i poeta espanyol, diputat al Parlament Europeu, senador i diputat al Parlament de Cantàbria.

## Joventut
Va estudiar batxillerat a Palència i posteriorment Dret a Valladolid. Va participar en el moviment estudiantil antifranquista. En finalitzar el 4t curs se li va formar expedient, aplicant-se-li el Reglament de Disciplina Acadèmica, i es va veure forçat a abandonar la Universitat. Entre finals de la dècada dels 60 i fins a 1973, va dirigir el grup de teatre independent Beckett, dedicat a muntar obres d'autors nous espanyols, col·laborant en algunes obres com a actor i impartint algunes conferències sobre temes teatrals. Va formar part del jurat del Premio Palencia de Teatro en dues ocasions i va intervenir en diversos rodatges cinematogràfics.

## Carrera política
En 1974 es va traslladar a Santander, treballant com a funcionari de carrera de l'administració de la Seguretat Social, prestant els seus serveis en la Direcció Provincial de l'Institut Nacional de la Seguretat Social. Es va afiliar a la UGT i al PSOE el 1976. A les eleccions de 1977 va ser candidat del PSOE al Congrés dels Diputats, però no fou escollit. Ha exercit el càrrec de secretari general de l'Agrupació Socialista de Santander, secretari de formació en la Comissió Executiva Regional de la Unió General de Treballadors de Cantàbria i secretari general de la Federació de Serveis Públics de la Unió General de Treballadors.
A les primeres eleccions municipals democràtiques va ser candidat a l'alcaldia de Santander pel PSOE, aconseguint la tercera tinença d'alcaldia. En l'etapa provisional de l'Assemblea de Cantàbria va participar en la redacció de l'Estatut d'Autonomia de Cantàbria, i posteriorment (abans de les eleccions autonòmiques) va ser vicepresident primer de l'Assemblea Regional de Cantàbria. En les primeres eleccions autonòmiques va formar part de la candidatura del PSOE, sent elegit diputat regional i vicepresident segon de la taula de l'Assemblea de Cantàbria. A les eleccions generals de 1982 fou candidat al Senat pel PSOE, sent el senador electe més votat de Cantàbria. Com a senador de la II Legislatura va ser membre de diverses comissions.
Fins a 1986 va exercir el càrrec de senador a les Corts Generals. Aquest mateix any es va incorporar al Parlament Europeu, convertint-se en el primer eurodiputat de la història de Cantàbria. Fou elegit diputat a les eleccions al Parlament Europeu de 1987, 1989 i 1994, i durant el seu mandat va arribar a ocupar el càrrec de secretari general de la Delegació Socialista Espanyola al Parlament Europeu. Així mateix, el 1999 va ser elegit diputat autonòmic al Parlament de Cantàbria. A partir de 2003 va formar part del Consell d'Administració de Caja Cantabria i va dirigir la seva Obra Social, per ser designat en 2005 president d'aquesta entitat financera, càrrec que va ocupar fins a 2007.
Articulista prolífic, a la revista Peña Labra publicà els primers poemes sota el títol Consumación del adiós (1986). Més tard publicà els poemaris Morir de lejos (1990), Desde otras sombras (1995) i Palabras inciertas del pasado (1998). Els seus versos figuren a l'antologia Poetas de Cantabria a l'aula, preparada per Luis Alberto Salcines. En l'actualitat manté el blog Diario de un escéptico.
A les eleccions municipals espanyoles de 2007, es presentà com a candidat a l'alcaldia de Santander pel PSC-PSOE. Els resultats van atorgar l'alcaldia a Íñigo de la Serna (PP) qui va obtenir 15 dels 27 escons que formen l'Ajuntament de Santander. Jesús Cabezón va aconseguir 7 escons i Vicente Mediavilla, del PRC, va obtenir els 5 restants. Fou nomenat portaveu del PSC-PSOE des d'aquest any fins a març de 2010, quan va abandonar la seva acta de regidor i va ser substituït com a portaveu per José Emilio Gómez.